# Zatoka Fundy
Zatoka Fundy (ang. Bay of Fundy, [ˈfʌndi]; franc. Baie de Fundy, [fɔnˈdi]) – zatoka (ang. bay, franc. baie) na Oceanie Atlantyckim, u wybrzeży Kanady, tworząca granicę między prowincjami Nowy Brunszwik i Nowa Szkocja. Jest północno-wschodnią częścią zatoki Maine, wydzieloną granicą przeprowadzoną wzdłuż linii biegnącej od przylądka Cape St. Marys w nowoszkockim hrabstwie Digby, poprzez południowy kraniec rafy Brier Island Southwest Ledge i wyspy Machias Seal Island do ujścia rzeki Little River w stanie Maine. Zatoka Fundy ma długość 258 km, głębokość do 214 m, a wejście ma szerokość ok. 100 km. Wysokość pływów dochodzi do 21 m. Główny port nad zatoką to Saint John, Truro i Moncton. Nazwa angielska urzędowo zatwierdzona 6 listopada 1923 (potwierdzona 2 czerwca 1944), nazwa francuska urzędowo zatwierdzona 23 listopada 1983.